# Neoclytus centurio
Neoclytus centurio är en skalbaggsart som först beskrevs av Louis Alexandre Auguste Chevrolat 1862.  Neoclytus centurio ingår i släktet Neoclytus och familjen långhorningar.
Artens utbredningsområde är:
- Paraguay.
- Uruguay.

Inga underarter finns listade i Catalogue of Life.